# Nationaal Museum Somdet Phra Narai
Het Nationaal Museum Somdet Phra Narai (ook Nationaal Museum van Narai) is een museum in Lopburi, Thailand. Het museum is gevestigd in het Phiman Mongkutpaviljoen in het Paleis van Koning Narai. In het Nationaal Museum Somdet Phra Narai worden boeddhabeelden uit Lopburi en kunstvoorwerpen uit de Dvaravati-, Khmer- en Ayutthayaperiode tentoongesteld.